# یاسین ماوش
یاسین ماوش (انگلیسی: Yassin Maouche؛ زادهٔ ۲۳ ژوئیهٔ ۱۹۹۷) بازیکن فوتبال اهل فرانسه است.
از باشگاه‌هایی که در آن بازی کرده‌است می‌توان به باشگاه فوتبال زوریخ اشاره کرد.